# Fabricio Coloccini
Fabricio Coloccini (Córdoba, 22 januari 1982) is een Argentijns voormalig betaald voetballer die doorgaans als verdediger speelde. Hij speelde tussen 1998 tot en met 2021 onder meer bij Boca Juniors, AC Milan, Atlético Madrid, Dep. La Coruña en Newcastle United. Coloccini debuteerde in 2003 in het Argentijns voetbalelftal, waarvoor hij in tien jaar tijd meer dan dertig interlands speelde.

## Clubcarrière
Coloccini begon zijn carrière als profvoetballer bij Boca Juniors in 1998. In 1999 werd hij gecontracteerd door AC Milan, maar de Italiaanse club verhuurde hem aan achtereenvolgens Boca Juniors (1999–2000), CA San Lorenzo de Almagro (2000–2001), Deportivo Alavés (2001–2002), Atlético de Madrid (2002–2003) en Villarreal CF (2003–2004). In 2004 leek Coloccini een kans te krijgen bij AC Milan, maar na in een halfjaar slechts één wedstrijd te hebben gespeeld werd de Argentijn in januari 2005 verkocht aan Deportivo La Coruña.
Coloccini verruilde Deportivo La Coruña in 2008 voor Newcastle United. Daarmee degradeerde hij in 2009 naar de Championship. Daarin werd Coloccini met de club direct kampioen, waarop een terugkeer naar de Premier League volgde. Hij verlengde in augustus 2015 zijn contract bij Newcastle tot medio 2017, met een optie voor nog een seizoen. Hij had toen meer dan tweehonderd competitiewedstrijden in het eerste elftal van de club gespeeld en was uitgegroeid tot aanvoerder. Coloccini degradeerde na het seizoen 2015/16 met Newcastle United voor de tweede keer naar de Championship. Nadat directe concurrent Sunderland op 11 mei 2016 won van Everton werd het voor Newcastle één speelronde voor het einde van de competitie onmogelijk om nog boven de degradatiestreep te komen. Coloccini liet de club in juli 2016 na acht seizoenen en 248 competitiewedstrijden achter zich. Newcastle en hij ontbonden in overleg zijn contract.
Coloccini tekende in juli 2016 een contract bij San Lorenzo, waarvoor hij vijftien jaar eerder al een seizoen op huurbasis speelde. In juli 2021 vertrok hij transfervrij naar competitiegenoot Aldosivi. Daar sloot hij eind 2021 zijn carrière af.

## Clubstatistieken
| Seizoen | Club                | Competitie       | Duels | Doelp. |
| ------- | ------------------- | ---------------- | ----- | ------ |
| 1998/99 | Boca Juniors        | Primera División | 2     | 1      |
| 1999/00 | AC Milan            | Serie A          | 0     | 0      |
| 2000/01 | AC Milan            | Serie A          | 0     | 0      |
| 2000/01 | → San Lorenzo       | Primera División | 19    | 3      |
| 2001/02 | → Deportivo Alavés  | Primera División | 33    | 6      |
| 2002/03 | → Atlético Madrid   | Primera División | 27    | 0      |
| 2003/04 | → Villarreal CF     | Primera División | 31    | 1      |
| 2004/05 | AC Milan            | Serie A          | 1     | 0      |
| 2004/05 | Deportivo La Coruña | Primera División | 15    | 1      |
| 2005/06 | Deportivo La Coruña | Primera División | 26    | 0      |
| 2006/07 | Deportivo La Coruña | Primera División | 26    | 0      |
| 2007/08 | Deportivo La Coruña | Primera División | 38    | 4      |
| 2008/09 | Newcastle United    | Premier League   | 34    | 0      |
| 2009/10 | Newcastle United    | Championship     | 37    | 2      |
| 2010/11 | Newcastle United    | Premier League   | 35    | 2      |
| 2011/12 | Newcastle United    | Premier League   | 35    | 0      |
| 2012/13 | Newcastle United    | Premier League   | 22    | 0      |
| 2013/14 | Newcastle United    | Premier League   | 27    | 0      |
| 2014/15 | Newcastle United    | Premier League   | 32    | 1      |
| 2015/16 | Newcastle United    | Premier League   | 26    | 1      |
| 2016/17 | San Lorenzo         | Primera División | 12    | 0      |
| 2017/18 | San Lorenzo         | Primera División | 13    | 0      |
| 2018/19 | San Lorenzo         | Primera División | 13    | 0      |
| 2019/20 | San Lorenzo         | Primera División | 16    | 0      |
| 2021    | San Lorenzo         | Primera División | 1     | 0      |
| 2021    | Aldosivi            | Primera División | 20    | 0      |
| Totaal  | Totaal              | Totaal           | 541   | 22     |

## Interlandcarrière
Coloccini won in 2001 het WK onder 20 in eigen land. Hij speelde zijn eerste interland in het Argentijns voetbalelftal op 30 april 2003 tegen Libië. In 2004 won de verdediger goud op de Olympische Spelen. Hij maakt deel uit van de selecties voor de FIFA Confederations Cup 2005 en het wereldkampioenschap 2006 in Duitsland. Op 10 september 2013 speelde Coloccini zijn 39ste en laatste interland voor Argentinië, een kwalificatiewedstrijd voor het WK 2014 in en tegen Paraguay (2–5 winst). Door de overwinning plaatste Argentinië zich voor het hoofdtoernooi.

## Erelijst
| Competitie                          |              |              |              |              |
| Competitie                          | Aantal       | Jaren        |              |              |
| Boca Juniors                        | Boca Juniors | Boca Juniors | Boca Juniors | Boca Juniors |
| ----------------------------------- | ------------ | ------------ | ------------ | ------------ |
| Primera División (Winnaar Apertura) | 1x           | 1998         |              |              |
| Primera División (Winnaar Clausura) | 1x           | 1999         |              |              |
| San Lorenzo                         |              |              |              |              |
| Primera División (Winnaar Clausura) | 1x           | 2001         |              |              |
| Newcastle United                    |              |              |              |              |
| Kampioen Championship               | 1x           | 2009/10      |              |              |
| Olympisch team Argentinië           |              |              |              |              |
| Olympisch kampioen                  | 1x           | 2004         |              |              |
| Argentinië –20                      |              |              |              |              |
| Wereldkampioen –20                  | 1x           | 2001         |              |              |